# Джонсон, Брайан (художник по спецэффектам)
Брайан Джонсон (англ. Brian Johnson), урождённый Брайан Джонкок (англ. Brian Johncock) (род. 29 июня 1939 года) — британский художник по спецэффектам и визуальным эффектам, работавший над такими известными фильмами, как «Космическая одиссея 2001 года» (1968), «Империя наносит ответный удар» (1980), «Победитель дракона» (1981), «Бесконечная история» (1984), «Поток» (1989), «Сердце дракона» (1996) и первые два фильма франшизы «Чужой».
Джонсон также получил две премии «Оскар»; за «Чужого» в категории «Лучшие визуальные эффекты», и специальную премию «За особые достижения» за «Империю наносит ответный удар».

## Ранняя жизнь
Брайан Джонкок родился 29 июня 1939 года, в графстве Суррей, стране Англия; в 1960-х годах, он сменил фамилию на Джонсон.

## Карьера
Карьера Брайана Джонсона началась в 1956 году, когда он работал помощником по спецэффектам для научно-фантастического фильма ужасов Лесли Нормана — «Икс: Неизвестное».
После «Икса», Брайан Джонсон работал помощником и художником по спецэффектам в малоизвестных фильмах 1960-х и 1970-х годов, таких как «День, когда загорелась Земля» 1961 года, «Призрак Оперы», «Пираты кровавой реки» (оба 1962 года), «Поцелуй вампира» 1963 года и «Первые люди на Луне» 1964 года, а единственными его известными достижениями в кино за это время, был научно-фантастический фильм Стэнли Кубрика 1968 года — «Космическая одиссея 2001 года» и комедийный детективный фильм Блейка Эдвардса 1978 года — «Месть Розовой пантеры».
Но в конце 1970-х годов, Брайан Джонсон начал работу над двумя великими научно-фантастическими фильмами — «Чужой» 1979 года Ридли Скотта и «Империя наносит ответный удар» 1980 года Ирвина Кершнера. За каждый из них Джонсон получил премию «Оскар»: в 1980 году, в категории «Лучшие визуальные эффекты» за «Чужого» и в 1981 году, специальный «За особые достижения» за «Империю наносит ответный удар».
После «Империи», Брайан Джонсон продолжал вносить вклад в специальные и визуальные эффекты таких фильмов, как «Победитель дракона» 1981 года, «Бесконечная история» 1984 года, «Шпионы как мы» 1985 года, «Чужие» 1986 года, «Горец 3: Последнее измерение» 1994 года и «Сердце дракона» 1996 года.

## Фильмография
- Икс: Неизвестное (1956)
- Куотермасс 2 (1957)
- Дюнкерк (1958)
- Ужас Тролленберга (1958)
- День, когда загорелась Земля (1961)
- Капитан Клегг (1962)
- Призрак Оперы (1962)
- Пираты кровавой реки (1962)
- Поцелуй вампира (1963)
- Первые люди на Луне (1964)
- Тандербёрды: Международные спасатели (1965–1966)
- Куотермасс и колодец (1967)
- Космическая одиссея 2001 года (1968)
- Луна 02 (1969)
- Вкус крови Дракулы (1970)
- Когда на Земле царили динозавры (1970)
- Космос: 1999 (1975–1977)
- Блестящий шар (1977)
- Прикосновение медузы (1978)
- Месть Розовой пантеры (1978)
- Лунная база Альфа (1978)
- Чужой (1979)
- Империя наносит ответный удар[a] (1980)
- Победитель дракона (1981)
- Сквозь чёрную дыру (1982)
- Космическая принцесса (1982)
- Пираты Пензенса (1983)
- Бесконечная история (1984)
- Шпионы как мы (1985)
- Чужие (1986)
- Поток (1989)
- Крылья славы (1990)
- Горец 3: Последнее измерение (1994)
- Сердце дракона (1996)
- Космические дальнобойщики (1996)
- Семь дней (1998–1999)

## Награды и номинации
Брайан Джонсон был дважды номинирован на премию «Оскар» в категории «Лучшие визуальные эффекты»: в 1980 году за «Чужого», вместе с Х. Р. Гигером, Карло Рамбальди, Ником Аллдером и Дэннисом Айлингом и выиграл её; через два года, Джонсон номинировался за «Победителя дракона», вместе с Деннисом Мьюреном, Филом Типпеттом и Кеном Ралстоном, но проиграл Ричарду Эдланду, Киту Уэсту, Брюсу Николсону и Джо Джонстону за «Искателей утраченного ковчега».
Джонсон также получил специальный «Оскар» за особые достижения, вместе с Ричардом Эдландом, Деннисом Мьюреном и Брюсом Николсоном за «Империю наносит ответный удар».

## Заметки
1. 1 2 3 4 5 6  Позже названные как «Звёздные войны. Эпизод V: Империя наносит ответный удар»
2. ↑  Позже названные как «Индиана Джонс: В поисках утраченного ковчега»